# Tour de guet de Tresques
La tour de guet de Tresques est une tour de guet construite au XIIe siècle pour protéger la ville de Tresques, dans le département français du Gard. 

## Localisation
La tour se trouve sur le territoire de la commune de Tresques, dans le département du Gard et la région Languedoc-Roussillon. 
Elle est située Place de l'Église.

## Historique
Elle fait l’objet d’une inscription au titre des monuments historiques depuis 2004.
La Tour de Guet est aussi le nom d'une association qui administre le lieu et y organise des expositions dans le but de promouvoir l'art en zone rurale. De nombreux artistes (plus de 300) y ont exposé depuis la création de l'association "la castellerie" en 2013 relayée ensuite par l'association "la tour de guet".
Parmi ces artistes, Wolfgang G.Müller, Akoi Aka, Charles Stratos, Pierre Malbec, Daniel Polliand, Karl-Hugo Mars, Jacques Landron.
Le lieu est ouvert aux visiteurs et les expositions s'y relayent mensuellement, à la découverte de l'art par des artistes contemporains. Un lieu pour promouvoir le travail de chacun, dans un cadre rénové à partir des plans de l'architecte Michel Sudres. 